# Ramón Berrocal Failach
Ramon Berrocal Failach (Montería, 24 de mayo de 1913 - Montería, 10 de julio de 1997) fue abogado y político colombiano, quien fue gobernador del departamento de Córdoba. Fue reconocido por ser uno de los mejores galleros de la Costa Caribe.

## Biografía
También fue Abogado egresado de la UNAL, En dos oportunidades fue Alcalde de Montería y participó en la Reforma Constitucional de 1991. Últimamente se encontraba dedicado a la atención de sus negocios ganaderos y al cuidado de su cuerda de gallos reconocido a nivel local, nacional e internacional en esta actividad de los gallos, Hijo de Francisco Berrocal Y Rosa Failach.